# Jiří Panoš
Jiří Panoš, né le 15 novembre 2007 à Klatovy, est un footballeur tchèque qui évolue au poste de milieu offensif au FC Viktoria Plzeň.

## Biographie

### Carrière en club
Jiří Panoš est formé par le FC Viktoria Plzeň, où il commence sa carrière professionnelle en championnat de Tchéquie. Il joue son premier match avec l'équipe première du club le 20 juillet 2024, lors d'une victoire 3-1 en championnat contre le Dukla Prague.
Il marque son premier but en senior 8 août 2024 lors d'une victoire 2-1 en Europa League contre le Kryvbas Kryvyi Rih, faisant de lui à seulement 16 ans le plus jeune buteur tchèque de l'histoire dans une compétition européenne.
Le 22 juillet 2025, il joue son premier match de Ligue des champions, entrant en jeu lors du match de qualification du FC Viktoria Plzeň contre les suisses de Servette,.

### Carrière en sélection
Jiří Panoš est international tchèque junior avec l'équipe des moins de 17 ans à partir d'aout 2023, prenant ensuite part à l'Euro 2024.

## Palmarès
FC Viktoria Plzeň
- Championnat de Tchéquie
  - Vice-champion en 2024-25